# Wasserkraftwerk Wuskwatim
Das Wasserkraftwerk Wuskwatim, englisch Wuskwatim Generating Station, ist ein Wasserkraftwerk im zentralen Norden der kanadischen Provinz Manitoba. Das Kraftwerk liegt 45 km südwestlich von Thompson am Burntwood River, 170 km oberhalb dessen Mündung in den Split Lake. Betrieben wird es von Manitoba Hydro, dem öffentlichen Energieversorger der Provinz.

## Geschichte
Das Wasserkraftwerk wurde 2006–2012 erbaut. Projektentwickler und Eigentümer ist die Wuskwatim Power Limited Partnership (WPLP), ein Gemeinschaftsunternehmen der Nisichawayasihk Cree Nation (NCN) und Manitoba Hydro. Das Kraftwerk wurde am 5. Juli 2012 von Greg Selinger, damaliger Premierminister von Manitoba, eröffnet. Die Projektkosten summierten sich zu diesem Zeitpunkt auf 1,37 Milliarden Kanadische Dollar (etwa 1 Milliarde Euro).

## Lage
Das Wasserkraftwerk liegt am südlichen Ende des Wuskwatim Lake, dessen Fläche aufgrund des Aufstaus um 37 ha wuchs. Der Burntwood River verließ an der Stelle des heutigen Kraftwerks über die damaligen Taskinigup Falls den See. Unterhalb des Kraftwerks durchfließt der Burntwood River die kleineren Seen Opegano Lake und Birch Tree Lake, bevor er die Stadt Thompson passiert. Das Kraftwerk ist über eine 48 km lange Schotterstraße an die Provincial Road 391 angebunden.

## Daten
Wuskwatim ist das derzeit einzige Wasserkraftwerk am Burntwood River. Seit 1976/77 wird etwa 60 Prozent der Wassermenge des Churchill River im Rahmen der Churchill River Diversion über  Rat River und Burntwood River dem Nelson River zugeführt. Ein Abflusskontrollbauwerk bei Notigi reguliert den Zufluss. Die Kraftwerksbetreiber haben u. a. als Auflage, dass die (täglichen) Wasserspiegelschwankungen oberhalb und unterhalb des Kraftwerks innerhalb vorgegebener Toleranzen liegen (25 cm beim oberstrom gelegenen Wuskwatim Lake).
Die Kronenlänge beträgt etwa 690 m. Sie liegt auf einer Höhe von 236,7 m. Das Kraftwerkshaus misst 75 m, die daneben befindliche Hochwasserentlastung weist eine Breite von 43 m auf. Das Kraftwerkshaus beherbergt drei Turbinen (Vertikalpropeller-Typ) mit einer installierten Leistung von 211 MW. Die Jahresenergieerzeugung 2013 betrug 1488 Millionen kWh. Die Fallhöhe beträgt 21,4 m. Der Wasserspiegel am Kraftwerkseinlauf liegt bei 233,9 m. Der Ausbaudurchfluss liegt bei 1100 m³/s. Die Hochwasserentlastung ist für 2310 m³/s ausgelegt.